# Hołudza (gromada)
Hołudza – dawna gromada, czyli najmniejsza jednostka podziału terytorialnego Polskiej Rzeczypospolitej Ludowej w latach 1954–1972.
Gromady, z gromadzkimi radami narodowymi (GRN) jako organami władzy najniższego stopnia na wsi, funkcjonowały od reformy reorganizującej administrację wiejską przeprowadzonej jesienią 1954 do momentu ich zniesienia z dniem 1 stycznia 1973, tym samym wypierając organizację gminną w latach 1954–1972.
Gromadę Hołudza z siedzibą GRN w Hołudzy utworzono – jako jedną z 8759 gromad na obszarze Polski – w powiecie buskim w woj. kieleckim, na mocy uchwały nr 13a/54 WRN w Kielcach z dnia 29 września 1954. W skład jednostki weszły obszary dotychczasowych gromad Chotelek ze zniesionej gminy Busko oraz Hołudza, Gluzy Szlacheckie, Łatanice i Wolica, a także wieś Kawczyce z dotychczasowej gromady Radzanów ze zniesionej gminy Radzanów w tymże powiecie. Dla gromady ustalono 17 członków gromadzkiej rady narodowej.
1 lipca 1957 z gromady Hołudza wyłączono wsie Chotelek i Chotelek Zielony oraz kolonie Choteleckie Góry A, Choteleckie Góry B i Chotelek Zakrzyzie, włączając je do gromady Siesławice w tymże powiecie.
Gromadę zniesiono 31 grudnia 1959, a jej obszar włączono do gromad Olganów (wsie Hołudza, Gluzy Szlacheckie, Gluzy Nowe, Gluzy Poduchowne i Kawczyce oraz kolonie Hołudza Glinianki, Hołudza Bugdał, Gluzy Szlacheckie, Gluzy Chotelek Poręba i Hołudza Łatanice), Wiślica (wieś Brzezie i kolonię Brzezie) i Bronina (wsie Wolica, Chotelek Zielony i Chotelek Zielony Poduchowny oraz kolonię Wolica Siesławska), oraz do nowo utworzonej gromady Skorocice (wieś Łatanice oraz kolonie Działki Łatanickie, Kowalówka i Zagumnie Augustowskie).